# Пещера Святого Михаила
Пещера Святого Михаила (англ. St. Michael's Cave) — крупнейшая из более чем ста пещер Гибралтарской скалы.
Пещера находится на высоте более чем 300 м над уровнем моря, известна большими сталактитами и является популярным туристическим объектом (до миллиона посетителей в год). Пещера имеет три входа, а её глубина достигает 62 метров.
В 1974 году в пещере обнаружены следы нахождения первобытных людей. Также обнаружена наскальная живопись, изображающая горных козлов, сделанная около 15-20 тысяч лет назад. В более поздние времена пещера служила военным укреплением. Во время Второй мировой войны пещера была подготовлена под военный госпиталь, однако его применение не понадобилось.